# Landgericht Osnabrück

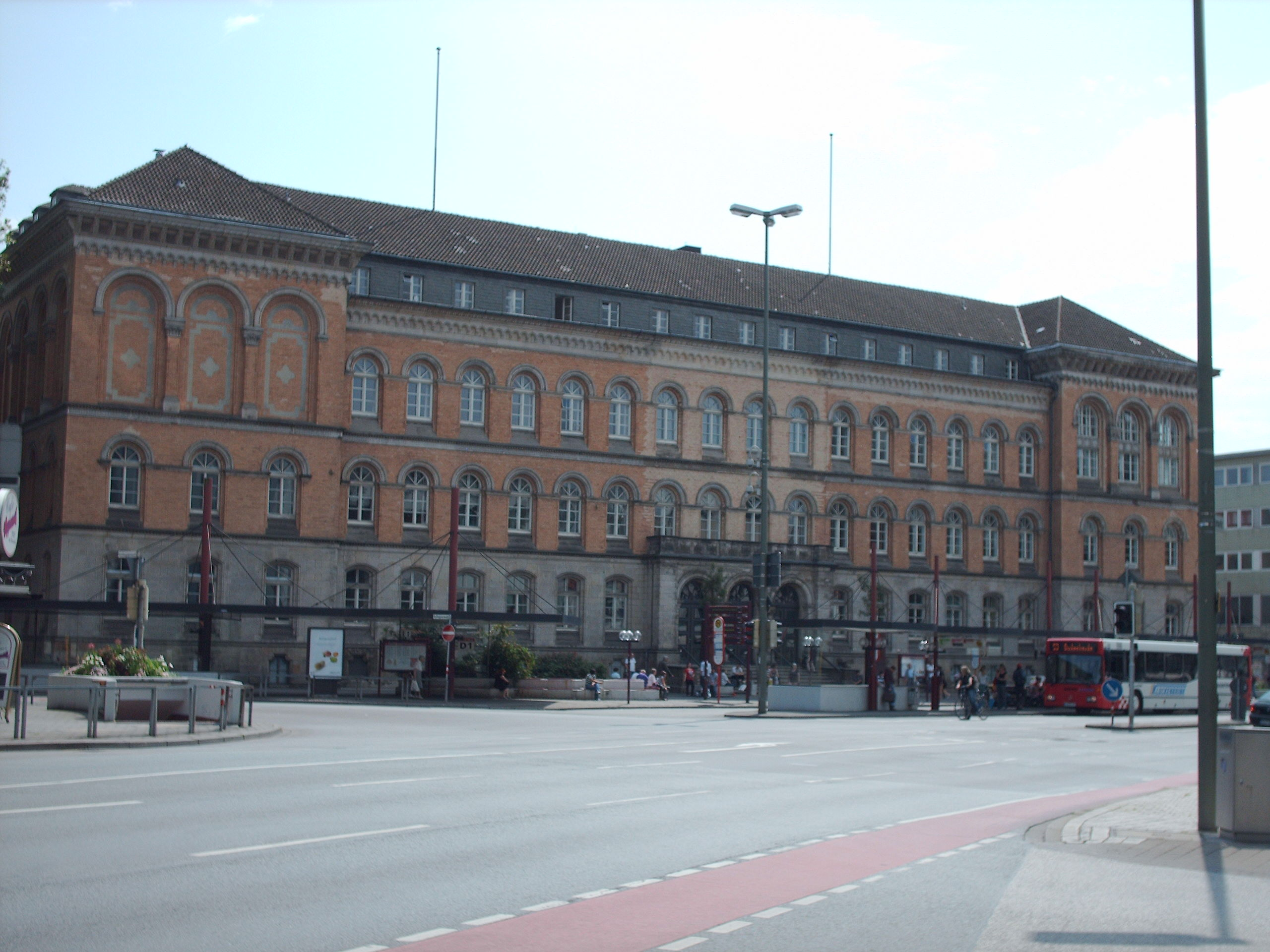
Gerichtsgebäude am Neumarkt

Das Landgericht Osnabrück ist neben dem Landgericht Aurich und dem Landgericht Oldenburg eines von drei Landgerichten im Bezirk des Oberlandesgerichts Oldenburg. Es hat seinen Sitz in Osnabrück.

## Geschichte
Am 1. Oktober 1852 wurde das neu gegründete Obergericht Osnabrück als eines von zwölf Obergerichten im damaligen Königreich Hannover eröffnet. Im Zuge des neuen Gerichtsverfassungsgesetzes wurde aus dem Obergericht 1879 das Landgericht Osnabrück. Der Bezirk des Landgerichts bestand aus den Kreisen Bersenbrück, Lingen, Melle, Meppen und Osnabrück sowie einem Teil des Landkreises Diepholz. Im Landgerichtsbezirk wohnten 1888 zusammen 298.630 Personen. Am Gericht waren ein Präsident, zwei Direktoren und 9 Richter beschäftigt. Dem Landgericht waren 16 Amtsgerichte zugeordnet. Dies waren die Amtsgerichte Bentheim, Bersenbrück, Diepholz, Freren, Fürstenau, Iburg, Lingen, Malgarten, Melle, Meppen, Neuenhaus, Osnabrück, Papenburg, Quakenbrück, Sögel und Wittlage.
1934 wurde gegen den KZ-Kommandanten Heinrich Remmert ein Prozess wegen Körperverletzung im Amt eröffnet. Heinrich Remmert wurde anschließend zu drei Monaten Haft verurteilt. Dieser Prozess war einzigartig in der Geschichte des Rechtswesens zur Zeit des Nationalsozialismus. Nach Kriegsbeginn im Jahr 1939 wurden viele Richter am Landgericht Osnabrück zur Wehrmacht eingezogen. Eigentlich pensionierte Richter und solche, die in den Ruhestand hätten versetzt werden müssen, wurden weiterhin zum Richterdienst verpflichtet. Dies hatte zur Folge, dass bei Kriegsende das Landgericht fast nur noch aus pensionierten Richtern bestand.

## Landesarbeitsgericht Osnabrück
Gemäß Arbeitsgerichtsgesetz vom 23. Dezember 1926 wurden in Deutschland Arbeitsgerichte gebildet. Diese waren nur in der ersten Instanz unabhängig, die Landesarbeitsgerichte waren den Landgerichten zugeordnet. Am Landgericht Osnabrück entstand so 1927 das Landesarbeitsgericht Osnabrück als eines von drei Landesarbeitsgerichten im Bezirk des Oberlandesgerichtes Celle. Dem Landesarbeitsgericht Osnabrück waren folgende Arbeitsgerichte zugeteilt: Arbeitsgericht Bassum, Arbeitsgericht Emden, Arbeitsgericht Lingen, Arbeitsgericht Norden, Arbeitsgericht Osnabrück und Arbeitsgericht Wilhelmshaven.
Nach der Besetzung Deutschlands durch die Alliierten wurden 1945 zunächst alle Gerichte geschlossen. Die ordentlichen Gerichte wurden schon bald wieder eröffnet, während die Arbeitsgerichte zunächst nicht wieder eingerichtet wurden, so dass arbeitsgerichtliche Streitigkeiten von den ordentlichen Gerichten erledigt werden mussten. Gemäß Kontrollratsgesetz 21 sollten in Deutschland Arbeitsgerichte aufgebaut werden. Anstelle der früheren Landesarbeitsgerichte wurde nur noch ein Landesarbeitsgericht Niedersachsen für das ganze Land Niedersachsen gebildet, das Landesarbeitsgericht Osnabrück entstand nicht neu.

## Gerichtsgebäude
Am 27. August 1878 bezog das Landgericht das neu errichtete Gebäude am Neumarkt, in dem heute immer noch wesentliche Teile des Landgerichts untergebracht sind. Das Landgerichtsgebäude wurde bei den Luftangriffen auf die Stadt Osnabrück am 6. Oktober 1942 schwer beschädigt. Deswegen und weil man weitere Luftangriffe befürchtete, fand man im Sommer 1943 eine Ausweichunterkunft in Bad Essen. Tatsächlich wurde das Gerichtsgebäude 1944 ein weiteres Mal schwer beschädigt. Erst im Frühjahr 1952 konnten die Renovierungsarbeiten abgeschlossen werden. 1969 wurde am Kollegienwall ein Neubau errichtet, in den neben dem Amtsgericht auch Teile des Landgerichts untergebracht sind. Von 2009 bis 2011 wurde das Gerichtsgebäude am Neumarkt umfassend energetisch saniert. Die Investitionsmittel in Höhe von rund 1,5 Mio. € stammten aus dem Konjunkturpaket II. 2015 erhielt dann der von Land- und Amtsgericht gemeinsam als Saalzentrum genutzte Flachbau am Kollegienwall ein drittes Stockwerk, in dem fünf weitere Sitzungssäle für beide Gerichte untergebracht wurden. Im April 2021 folgte dann der erste Spatenstich für eine weitere Erweiterung des Landgerichtsgebäudes. In den unteren Etagen des Anbaus entstehen Büroflächen für Land- und Amtsgericht Osnabrück, in den oberen Etagen wird die Justizvollzugsanstalt Lingen mit 40 Haftplätzen untergebracht. Erschlossen werden Land- und Amtsgericht Osnabrück dann über eine neue zentrale Eingangshalle, die zwischen den Gebäuden des Land- und Amtsgerichtes errichtet wird und die bisherigen Eingänge von Amts- und Landgericht ersetzen sollen.

## Organisation
Zum Bezirk des Landgerichts Osnabrück gehören die Amtsgerichte in Bad Iburg, Bersenbrück, Lingen, Meppen, Nordhorn, Osnabrück und Papenburg. Übergeordnetes Gericht ist das Oberlandesgericht Oldenburg.
Präsident des Landgerichts ist Thomas Veen. Mit 63 am Landgericht tätigen Richtern wurden 16 Zivilkammern, davon fünf Kammern für Handelssachen, 21 Strafkammern, davon drei Jugendkammern, eine Kammer für Bußgeldsachen sowie eine auswärtige Strafvollstreckungskammer bei dem Amtsgericht Lingen gebildet.

## Bekannte Richter
- Wolfgang Arenhövel (* 1946), als Richter am LG von 1981 bis 1991 sowie als Präsident von 1999 bis 2005
- Barbara Havliza (* 1958), bis 2006 Vorsitzende Richterin am LG Osnabrück
- Bettina Brückner (* 1965), Richterin am LG Osnabrück von 2004 bis 2007
- Manfred Hugo (* 1942), bis 2002 Vorsitzender Richter am Landgericht und Landrat des Landkreises Osnabrück
- Jannpeter Zopfs (1934–2020), von 1967 bis 1973 Landgerichtsrat am LG Osnabrück

## Bekannte Prozesse am Landgericht
- 1934, Remmert-Prozess
- 1957, gegen die SS-Männer Ernst Müller und Udo von Woyrsch (Röhm-Putsch)
- 1995, Justizirrtümer um Adolf S. und Bernhard M.